# Óscar Villa
Oscar Rai Villa de los Reyes (Hermosillo, Sonora, 15 de julio de 1994) es un futbolista mexicano que juega en la posición de Delantero para el Club Jaiba Brava de la Liga de Expansión MX.

## Trayectoria
Rai Villa es canterano de Cimarrones desde las divisiones inferiores, en el año 2016 se le dio la oportunidad de debutar con los Cimarrones. 
Fue el centro delantero titular de los Cimarrones en el Torneo Apertura 2016 en Ascenso Bancomer MX en el 2016, resultando el máximo goleador del equipo.

## Clubes
| Club                 | País      | Año       |
| -------------------- | --------- | --------- |
| Cimarrones de Sonora | México    | 2016-2022 |
| Leones Negros UdeG   | México    | 2022      |
| Xelajú M. C.         | Guatemala | 2022-2023 |
| Real España          | Honduras  | 2023      |
| C. D. Guastatoya     | Guatemala | 2024      |
| Xelajú M. C.         | Guatemala | 2024-2025 |
| Jaiba Brava          | México    | 2025-Act. |

## Palmarés

### Campeonatos nacionales
| Título                     | Club      | País      | Año  |
| -------------------------- | --------- | --------- | ---- |
| Liga Nacional de Guatemala | Xelaju MC | Guatemala | 2023 |
| Liga Nacional de Guatemala | Xelaju MC | Guatemala | 2024 |

### Distinciones individuales
| Distinción                    | Año                  |
| ----------------------------- | -------------------- |
| Campeón de goleo Expansión MX | Torneo Clausura 2022 |
| Trofeo Juan Carlos Plata      | Torneo Apertura 2024 |